# Deram Records
La Deram Records è stata un'etichetta discografica britannica subordinata alla Decca Records. È stata attiva dal 1966 fino al 1979.

## Artisti
- Aardvark
- Amen Corner
- Lionel Bart
- David Bowie (album di debutto)
- Brotherhood of Man
- Pete Brown
- Camel
- Junior Campbell
- Caravan
- Michael Chapman
- Chicken Shack
- Clouds
- Shirley Collins
- Curved Air
- East of Eden
- Egg
- Bill Fay
- The Flirtations
- The Flower Pot Men
- Frijid Pink
- Giles, Giles and Fripp
- Keef Hartley
- Honeybus
- Iron Virgin
- Alvin Lee & Company
- Neil MacArthur (pseudonimo di Colin Blunstone)
- Mellow Candle
- The Moody Blues
- The Move
- Principal Edwards
- Procol Harum
- Les Reed
- George "Harmonica" Smith
- Whistling Jack Smith
- Cat Stevens
- Stud
- The Syn
- Ten Years After
- Tintern Abbey
- Darryl Way's Wolf
- White Plains
- World of Oz